# Absolut genial
Absolut genial war der österreichische Ableger der Comedy-Quizshow Genial daneben. Er lief auf dem Privatsender ATV im Jahr 2005 immer mittwochs um 20:15 Uhr und wurde am folgenden Samstag um 18:45 Uhr wiederholt. Die Sendung wurde wegen sinkender Zuschauerquoten noch im gleichen Jahr abgesetzt.
Moderator Oliver Huether stellte einem Rateteam aus Dieter Chmelar, Roman Gregory sowie drei weiteren Kabarettisten kuriose Zuschauerfragen. Häufig zu Gast waren Michael Mohapp, Nadja Maleh, Helfried sowie Valerie Bolzano. Die gestellten Fragen entstammten dem Bereich der Allgemeinbildung und sollten auf unterhaltsame Weise beantwortet werden. Besonders beliebt waren Begriffe mit sexuellen Assoziationen. Die Idee entsprach in etwa dem Lexikonspiel. Fand die Rategruppe innerhalb einer willkürlichen Zeit keine Antwort, löste der Moderator die Frage auf und der Einsender erhielt 500 Euro.